# 舞踏への勧誘

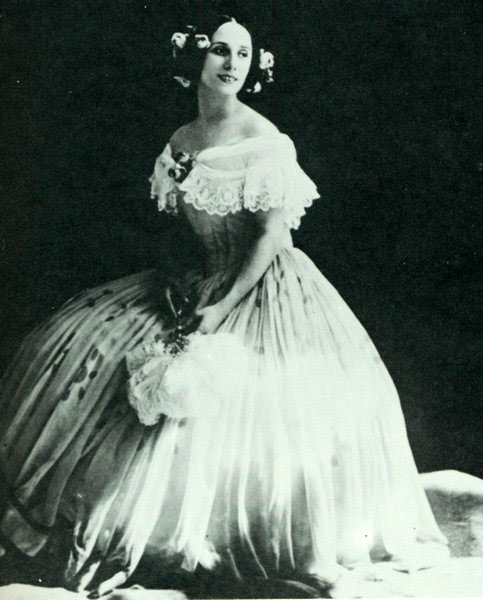
『舞踏への勧誘』の衣装を着るアンナ・パヴロワ

『舞踏への勧誘』（ぶとうへのかんゆう、ドイツ語：Aufforderung zum Tanz, フランス語：Invitation à la danse）変ニ長調 作品65は、カール・マリア・フォン・ウェーバーのピアノ曲のなかで最も有名な作品である。『舞踏への招待』（ぶとうへのしょうたい）などの訳もある。

## 概要
1819年に作曲された、ウェーバーが妻カロリーネに捧げた作品である。妻にこの曲を捧げたとき、ウェーバーは小節ごとにその意味を説明しながらピアノで弾いて聞かせたと伝えられる。
「ピアノ・フォルテのための華麗なロンド」と銘打たれているが、ウィンナ・ワルツの雛形となった作品である。この作品によってウェーバーは「ウィンナ・ワルツの祖」と呼ばれることもある。ウィンナ・ワルツの源流ともいえるこの作品は、2003年のウィーンフィル・ニューイヤーコンサートにも登場している。
ベルリオーズ編曲による管弦楽版でも広く知られている。随所に一対の男女の姿を描写する部分があり、標題音楽を得意とするオペラ作家の作風があらわれている。なお、指揮者のフェリックス・ワインガルトナーも管弦楽版編曲を残している。

## 楽曲構成
ロンド形式。
Moderato
導入部とされている。男性が女性を勧誘する場面。優しく低く響く低音部は男性、答えるような高音は女性である。左手で主和音のアルペジョと右手がそれに応える形で属調に終止する。二人は手を取り合って、舞踏の会場へと入っていく。
Allegro vivace
舞踏。非常に華やかでなおかつ音量も大きい。音階進行も多く優雅さにも配慮している。メドレー風で、同時代に作曲されたショパンの『華麗なる大円舞曲』と構成が類似している。最後はひとまず終結するが非常に華やかに終わるので、ここで拍手がおきるというハプニングがある。演奏会では拍手するタイミングに注意が必要。楽しい時間は瞬く間に過ぎていく。最後に冒頭の導入部が別れを名残惜しむのように繰り返され、二人はおじぎして別れる。静かに舞踏の幕が閉じる。

## ベルリオーズの管弦楽編曲版
1841年、パリ・オペラ座で『魔弾の射手』が上演された際、当時のフランス・オペラ上演の慣例により挿入されたバレエのために編曲されたもの。ベルリオーズはウェーバーを崇拝しており、『魔弾の射手』のパリ上演もその尽力で実現した。ベルリオーズは最初「ウェーバーに対する冒涜に当たらないか?」となかなか筆を進めなかったが、結局後世に残る名編曲に仕立て上げた。管弦楽を考慮してニ長調に変えている。
曲の構造上、最後の冒頭の導入部が繰り返される前に、演奏が完全に終わったと勘違いして聴衆が拍手をすることがあり、前述した2003年のウィーンフィル・ニューイヤーコンサートでも、映像に指揮者のアーノンクールが困惑する表情が撮られている。
1911年、バレエ・リュスにより『薔薇の精』（Le Spectre de la rose）の名でバレエとして上演された。テオフィル・ゴーティエの詩による物語で、ミハイル・フォーキンの振り付け、レオン・バクストの美術による。ヴァーツラフ・ニジンスキーが薔薇の精を演じ、この役はニジンスキーの名を不朽のものとした。

### 編成
ピッコロ、フルート、オーボエ2、クラリネット2、ファゴット4、ホルン4、トランペット2、コルネット2、トロンボーン3、ハープ2、ティンパニ、弦五部

## ジャズ
ベニー・グッドマン楽団のスウィング・ジャズの演奏で知られる『レッツ・ダンス』は、1935年に『舞踏への勧誘』を原曲として、ファニー・ボールドリッジ（Fanny Baldridge）、グレゴリー・ストーン（Gregory Stone）、ジョセフ・ボニーム（Joseph Bonime）によって作曲された。